# Haka (Oahu)
Haka oahui király (hawaii nyelv: Haka o Oʻahu; körülbelül 14. század) Oahu királya volt. A trónt apjától, Kapaealakonától örökölte meg.

## Család
Édesapja Kapaealakona király. Anyját Wehinának hívták.
Felesége Kapunawahine, közös fiuk Kapiko.